# Bohdan Jarociński
Bohdan Jarociński (ur. 26 maja 1882 w Warszawie, zm. 18 grudnia 1954 tamże) – komandor porucznik Marynarki Wojennej, doktor prawa, w latach 1920–1921 dowódca Flotylli Wiślanej, attaché wojskowy w Rydze, uczestnik I wojny światowej i wojny polsko-bolszewickiej, kawaler Orderu Virtuti Militari.

## Życiorys
Ukończył studia na Wydziale Prawa Uniwersytetu Moskiewskiego, a następnie na tej uczelni obronił doktorat. Podczas I wojny światowej został zmobilizowany do Armii Imperium Rosyjskiego, w której dosłużył stopnia kapitana artylerii.
W 1919 roku przybył do Polski i otrzymał przydział do artylerii. Następnie przeniesiono go do Marynarki Wojennej, przemianowano na kapitana marynarki oraz wyznaczono zastępcą dowódcy Flotylli Pińskiej. W lipcu 1920 roku odpowiadał za ewakuację sił z Pińska do Modlina. 5 sierpnia 1920 roku został dowódcą Flotylli Wiślanej i dowodził tą jednostką wojskową w trakcie wojny polsko-bolszewickiej. Sprawował nadzór nad działaniami oddziału detaszowanego na Prypeci.
30 stycznia 1921 roku został zatwierdzony w stopniu podpułkownika marynarki z dniem 1 kwietnia 1920 w korpusie rzeczno-brzegowym. W następnym roku został zweryfikowany w stopniu komandora porucznika ze starszeństwem z dniem 1 czerwca 1919 i 1. lokatą w korpusie rzeczno-brzegowym. Od czerwca 1921 roku pełnił służbę w Sekcji Morsko–Technicznej Wojskowego Komisariatu Rzeczypospolitej Polskiej w Gdańsku. W latach 1922–1927 zajmował stanowisko attaché wojskowego w Rydze (Łotwa, w 1923 jego pomocnikiem był por. Jan Władysław Lemański). Z dniem 30 kwietnia 1927 roku przeszedł w stan spoczynku. W latach 30. XX wieku i w trakcie II wojny światowej prowadził kancelarię adwokacką w Warszawie.
Zmarł 18 grudnia 1954 roku w Warszawie i został pochowany na cmentarzu ewangelicko-augsburskim (rząd 51, miejsce 34).

## Ordery i odznaczenia
- Krzyż Srebrny Orderu Wojskowego Virtuti Militari nr 3613 – 1921[3]
- Krzyż Walecznych
- Złoty Krzyż Zasługi (29 kwietnia 1925)[4]
- Order Trzech Gwiazd (Łotwa)[5]